# Gabriel Desjardins
Pour l’article homonyme, voir Desjardins.
Gabriel Desjardins B.A.Sp. (né le 14 février 1949) est un homme d'affaires, négociant, enseignant et homme politique fédéral du Québec.

## Biographie
Né à Montréal, il devient député du Parti progressiste-conservateur du Canada dans la circonscription fédérale de Témiscamingue en 1984. Réélu en 1988, il est défait par le bloquiste Pierre Brien en 1993.